# Lobophytum hapalolobatum
Lobophytum hapalolobatum är en korallart som beskrevs av Verseveldt 1983. Lobophytum hapalolobatum ingår i släktet Lobophytum och familjen läderkoraller. Inga underarter finns listade i Catalogue of Life.